# Ivry-la-Bataille
Ivry-la-Bataille is een gemeente in het Franse departement Eure (regio Normandië). De plaats maakt deel uit van het arrondissement Évreux. Ivry-la-Bataille telde op 1 januari 2022 2.640 inwoners.

## Geschiedenis
De plaats is genoemd ter herinnering aan de Slag bij Ivry op 14 maart 1590.

## Geografie
De oppervlakte van Ivry-la-Bataille bedroeg op 1 januari 2022 7,76 vierkante kilometer; de bevolkingsdichtheid was toen 340,2 inwoners per km².

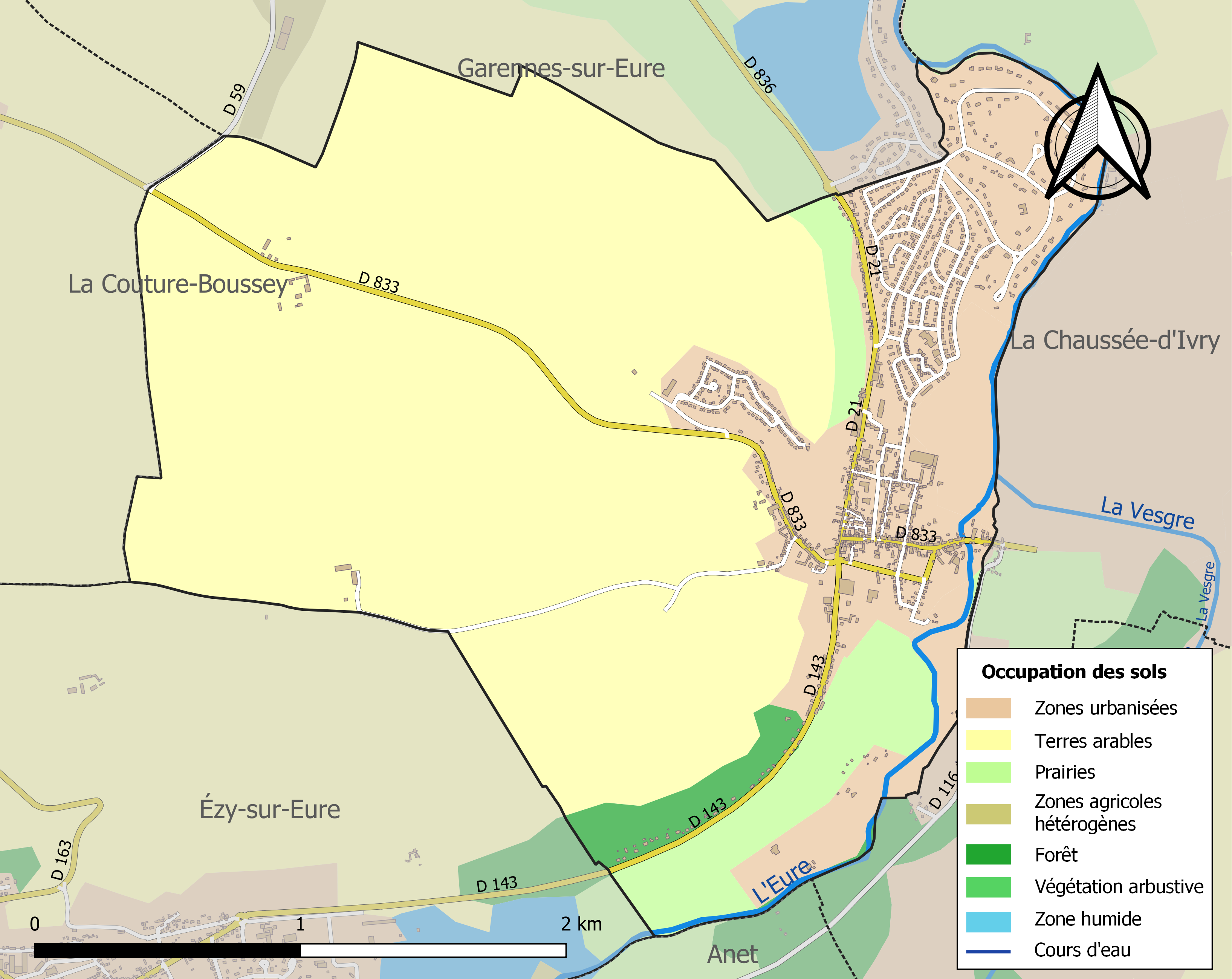
Kaart van de gemeente met belangrijkste infrastructuur, bodemgebruik en omliggende gemeenten

## Demografie
Onderstaande figuur toont het verloop van het inwonertal (bron: INSEE-tellingen).

## Geboren in Ivry-la-Bataille
- Raymond Bussières (1907-1982), Frans acteur

## Afbeeldingen

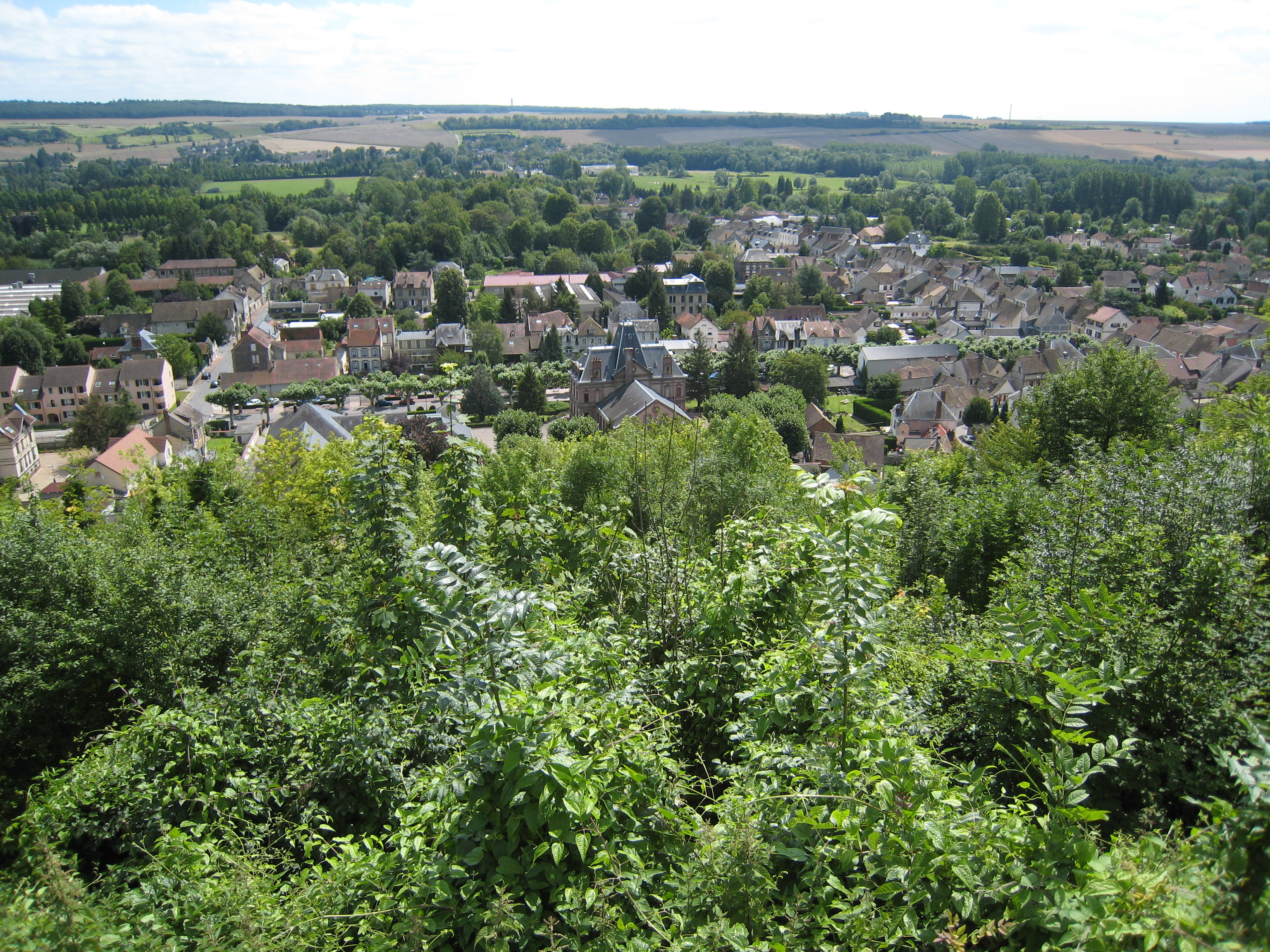
Panoramisch gezicht over de stad
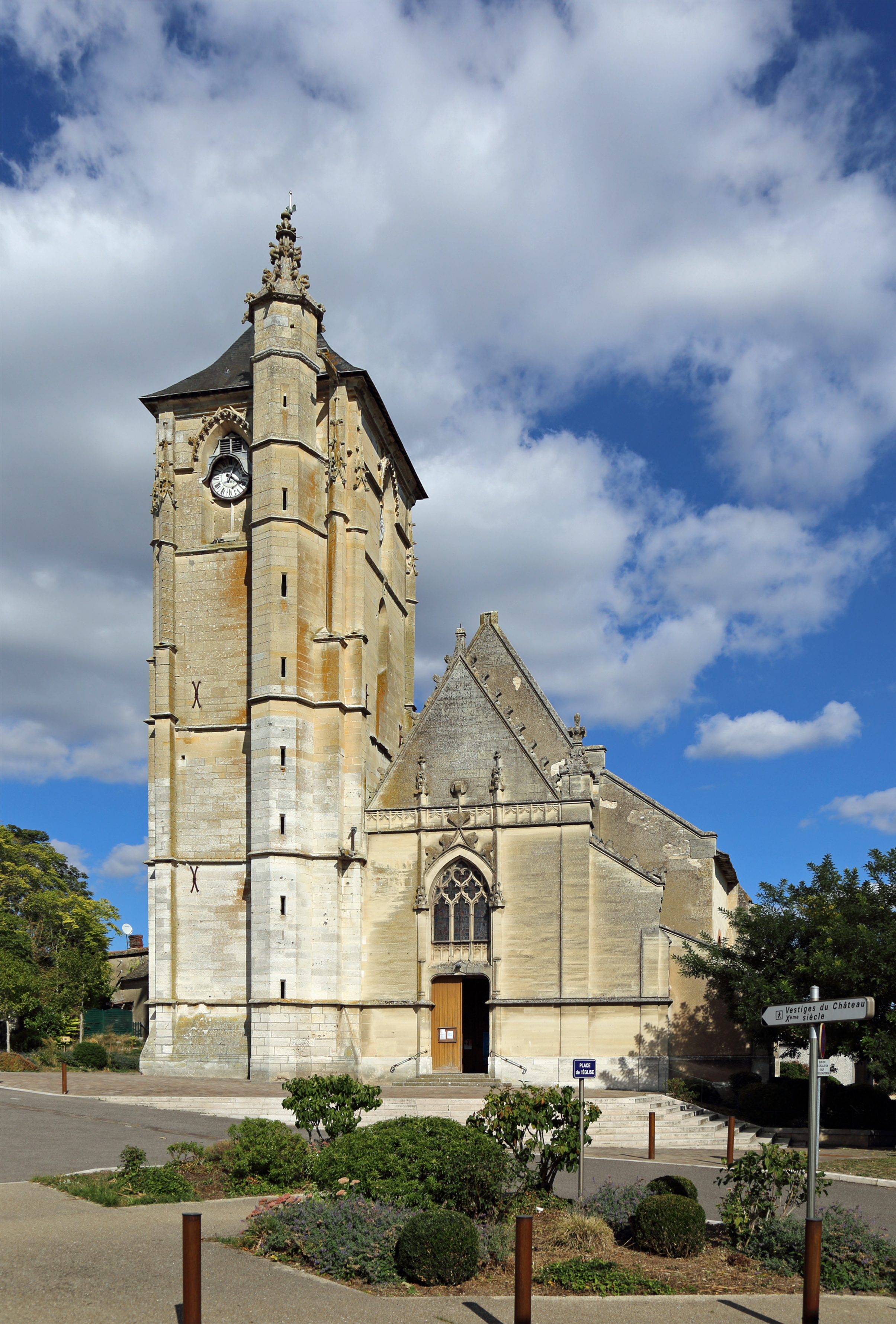
Sint-Martinuskerk
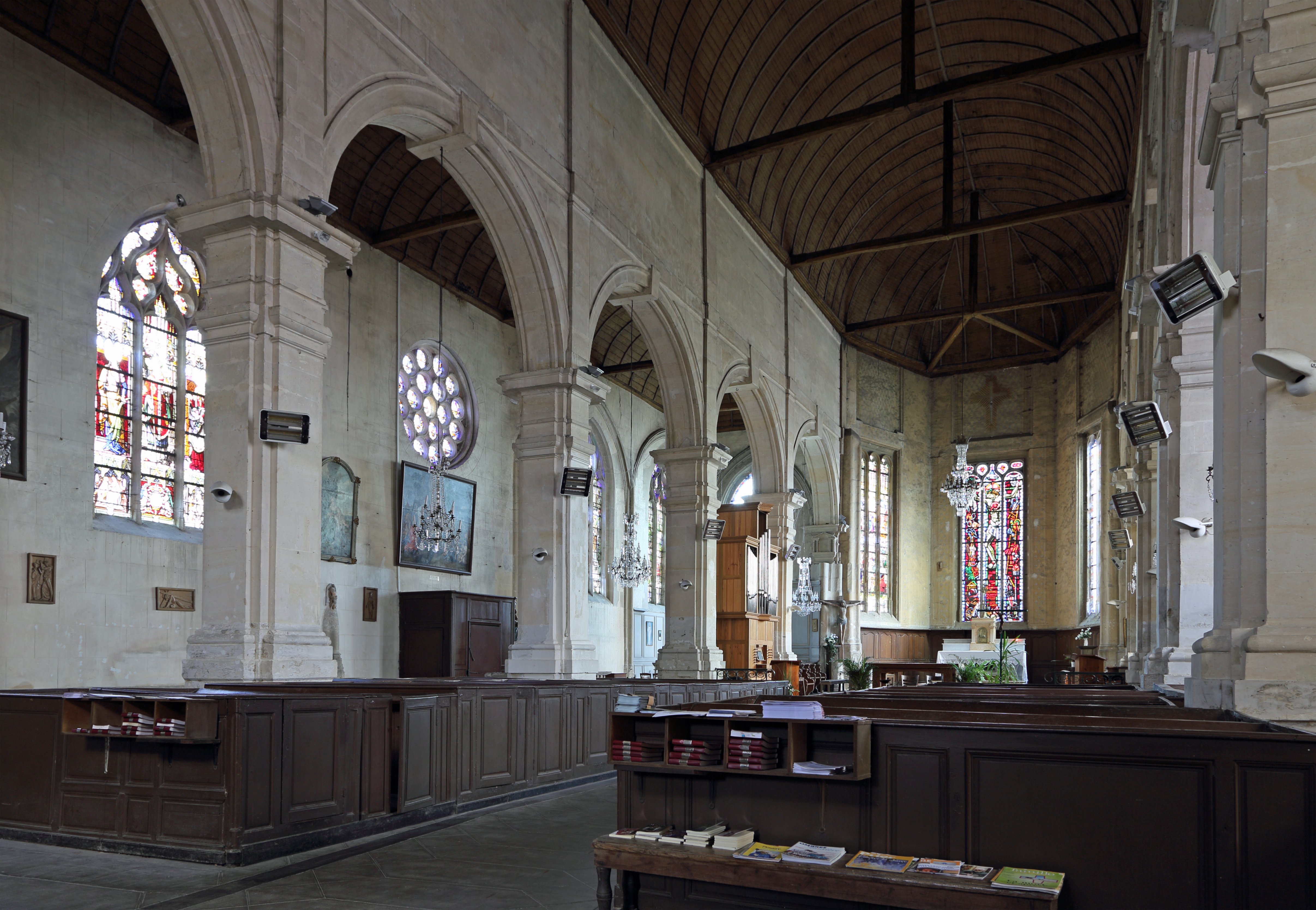
Interieur van de Sint-Martinuskerk
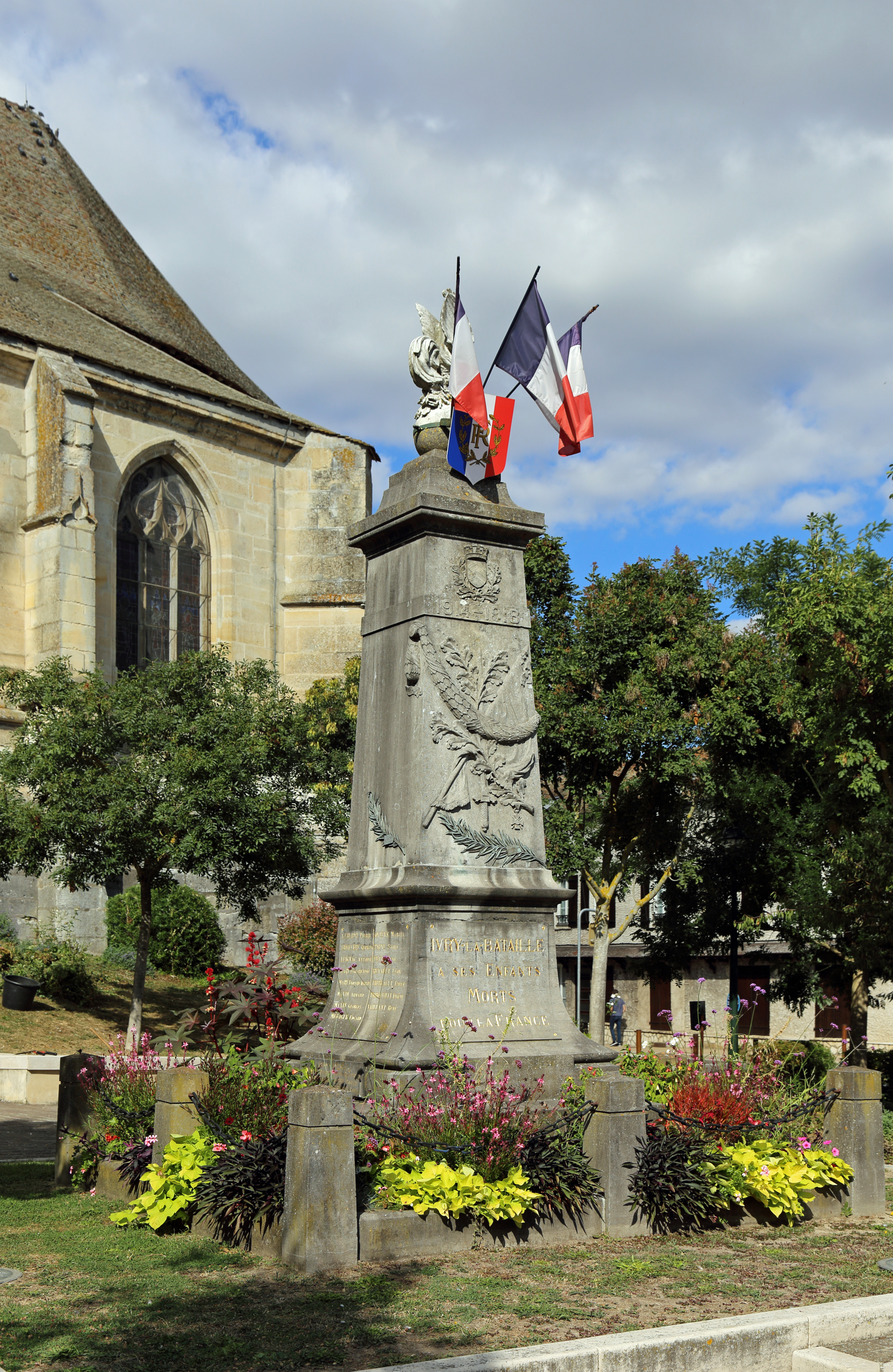
Oorlogsmonument
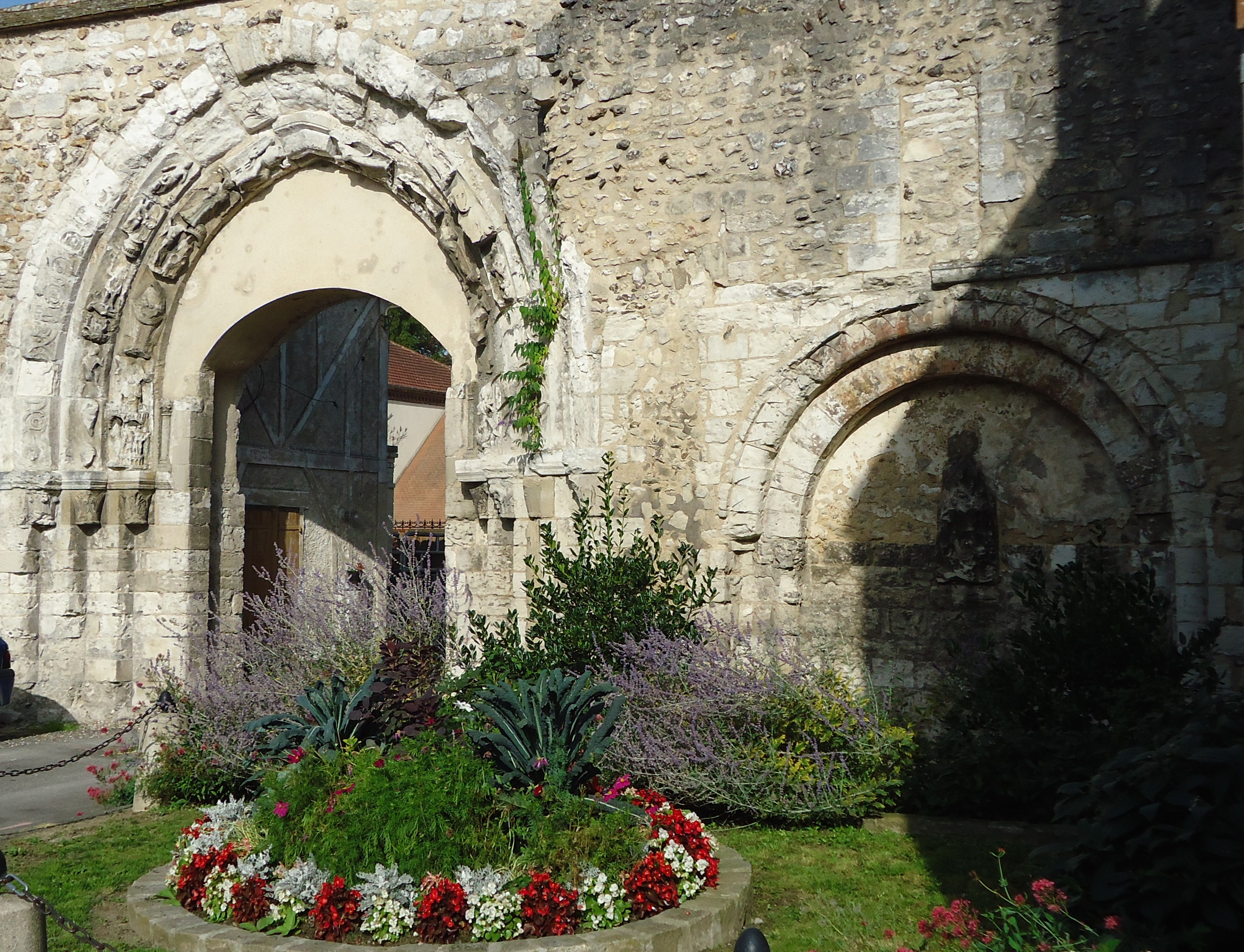
Poort van de vroegere abdij
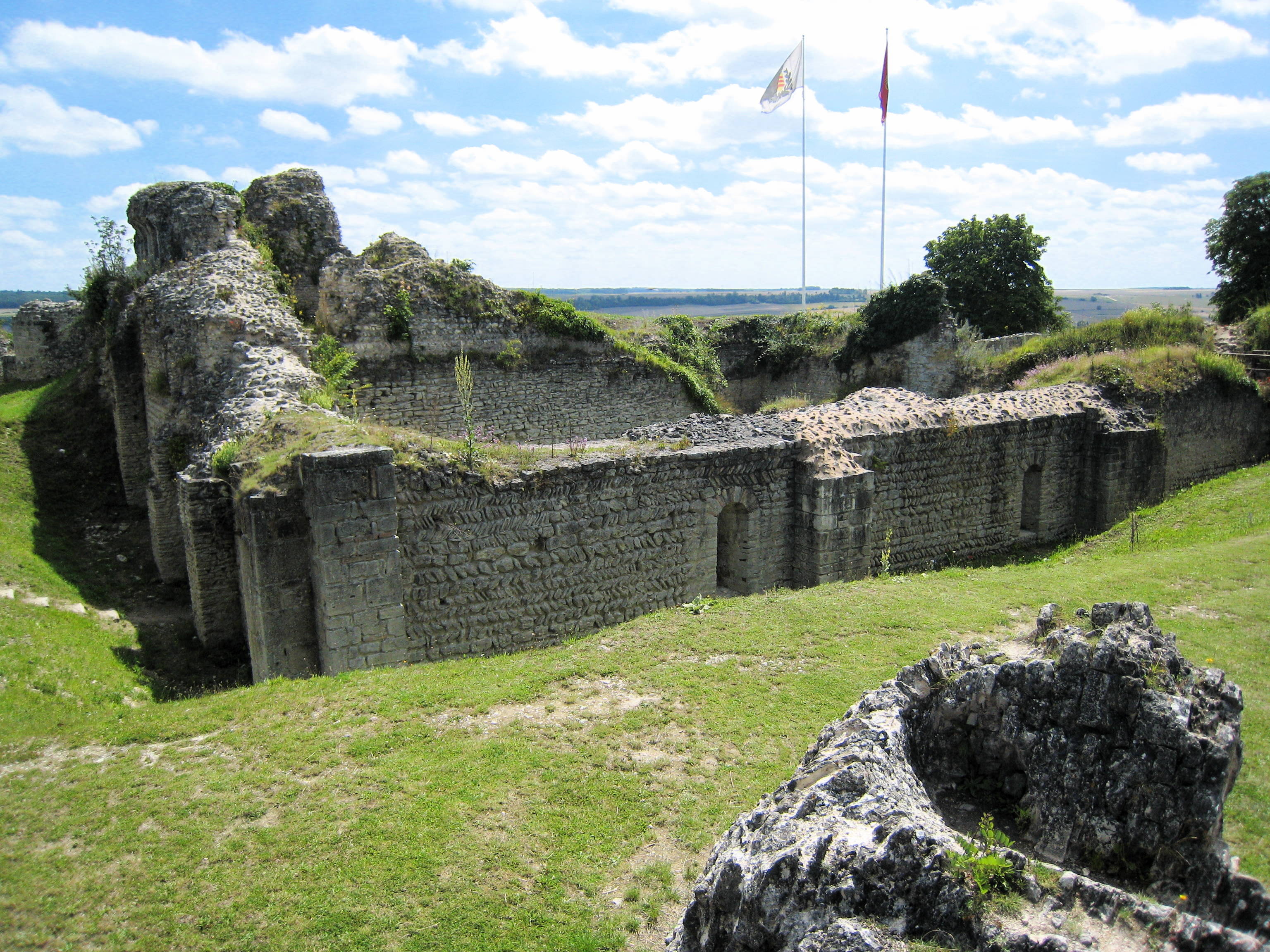
Ruïnes van het kasteel